# Birrie River
Der Birrie River ist ein Flussarm im Norden des australischen Bundesstaates New South Wales.
Er verbindet den Bokhara River mit dem Culgoa River, beides Quellflüsse des Darling River.
Der Birrie River entsteht in der Flutebene des Bokhara River, rund zehn Kilometer südlich der Grenze zu Queensland bei der Siedlung Mogila. Dann fließt er nordwestlich des Bokhara River, in etwa  parallel zu diesem, nach Südwesten und stößt nach 197 Kilometern bei Glandore auf den weiter nordwestlich in Südwestrichtung verlaufenden Culgoa River.